# Svärdsvansad eldbukssalamander
Svärdsvansad eldbukssalamander (Cynops ensicauda) är en salamanderart av släktet Cynops som finns sällsynt i Japan.

## Utseende
Den svärdsvansade eldbukssalamandern finns i två underarter; C. ensicauda ensicauda (Hallowell, 1860) och C. ensicauda popei (Inger, 1947). Den har en ryggsida som är brun till mörkt brunsvart, vanligtvis mörkare hos popei, och med en rödaktig, brun, eller sällsynt gulorange längsstrimma som ofta är fragmenterad. Buken och svansens undersida är gul, orange eller mera sällan röd med svarta, oregelbundna fläckar. Vissa individer har också gula fötter. C. ensicauda popei har vita eller gulaktiga fläckar över hela kroppen; dessa fläckar kan ibland flyta samman i större eller mindre grad. Längden varierar normalt mellan 11 och 14 cm; maxlängden var en hona på 18 cm. Honan är vanligtvis större än hanen och har en svans som är längre än själva kroppen, medan hanens svans är lika lång som kroppen eller kortare.

## Utbredning
Arten är begränsad till 12 (möjligen 13) öar i Ryukyuöarna i sydligaste Japan. C. ensicauda ensicauda finns på öarna Amami-Ōshima, Kakeromajima, Ukejima, Yorojima och eventuellt på Tokunoshima, medan C. ensicauda popei finns på Okinawa, Sesoko-jima, Hamahiga-jima, Tonaki-jima, Tokashiki-jima, Zamami-jima, Geruma-jima och Aka-jima.

## Vanor
Den svärdsvansade eldbukssalamandern lever i stillastående eller långsamt rinnande vattensamlingar som dammar, bäckar, risfält, diken och vattenhål för kreatur. Den går också upp på land, och vistas då i skogbeväxt terräng, där den kan vistas i långa perioder. Arten livnär sig av sniglar, snäckor, daggmaskar, grodyngel, ägg från salamanderarten Tylototriton andersoni och troligtvis insekter. Den kan även äta sina egna larver.

### Fortplantning
Parningssäsongen är lång, börjar i oktober/november och fortsätter ända till juni. Leken äger rum i någon lämplig vattensamling med stillastående eller långsamrinnande vatten av samma typ som den akvatiska miljö de tillbringar en stor del av sitt liv i. Efter den bland stjärtgroddjuren vanliga parningsleken med hanen som avsätter en spermatofor som honan tar upp med sin kloak, lägger honan äggen ett och ett bland vattenväxter, och ibland på land nära vatten, i fuktig mossa. Majoriteten av äggen förtärs av predatorer. De överlevande larverna förvandlas efter omkring 3 månader.

## Status
Den svärdsvansade eldbukssalamandern är klassificerad som starkt hotad ("EN", underklassificering "B1ab(iii,v)"), och arten minskar snabbt; 75% på 15 år. Orsakerna är framför allt skogsavverkning, byggnation och ersättande av de gamla dikena med moderna betongdiken, som djuren inte kan ta sig upp ur. Insamling åt sällskapsdjurindustrin är också ett stort hot.

## Sällskapsdjur
Den svärdsvansade eldbukssalamandern är ett populärt akvarie- och terrariedjur för akvaterrarier (akvarier med landplats). Den bör ha mellan 20 och 24°C i vattnet. Under vintern kan det vara lämpligt att sänka vattentemperaturen till mellan 12 och 16°C, speciellt om man vill att djuren ska föröka sig. I akvariedelen bör finnas filterpump och doppvärmare. Det är mycket viktigt att djuren har möjlighet att även vistas på land; deras överlevnad kan bero på det. Arten äter frysta röda mygglarver och små bitar av rå färsk eller frusen fisk.